# Chris McKenna (sceneggiatore)
Chris McKenna (Santa Monica, 11 settembre 1967) è uno sceneggiatore, produttore cinematografico e produttore televisivo statunitense.

## Filmografia

### Sceneggiatore

#### Cinema
- La ragazza della porta accanto (The Girl Next Door), regia di Luke Greenfield (2004) - non accreditato[1]
- Igor, regia di Tony Leondis (2008)
- LEGO Batman - Il film (The LEGO Batman Movie), regia di Chris McKay (2017)
- Spider-Man: Homecoming, regia di Jon Watts (2017)
- Jumanji - Benvenuti nella giungla (Jumanji: Welcome to the Jungle), regia di Jake Kasdan (2017)
- Ant-Man and the Wasp, regia di Peyton Reed (2018)
- Spider-Man: Far from Home, regia di Jon Watts (2019)
- Spider-Man: No Way Home, regia di Jon Watts (2021)
- Ghosted, regia di Dexter Fletcher (2023)

#### Televisione
- American Dad! - serie TV, 28 episodi (2005-2011)
- The Mindy Project - serie TV, 2 episodi (2012-2013)
- Community - serie TV, 10 episodi (2010-2015)

#### Videogiochi
- LEGO Dimensions (2015)

### Produttore

#### Televisione
- American Dad! - serie TV, 22 episodi (2009)
- The Mindy Project - serie TV, 26 episodi (2012-2013) - produttore esecutivo
- Community - serie TV, 26 episodi (2014-2015)

#### Cinema
- RSO (Registered Sex Offender), regia di Bob Byington (2008)

### Doppiatore
- Igor, regia di Tony Leondis (2008)

## Riconoscimenti
- 2012 – Primetime Emmy Awards
  - Candidatura per la miglior sceneggiatura per una serie televisiva commedia per Community
- 2012 – Premio Hugo
  - Candidatura per la miglior presentazione drammatica per una serie per Community
- 2013 – Writers Guild of America
  - Candidatura per la miglior nuova serie televisiva per The Mindy Project
- 2014 – Online Film & Television Association
  - Candidatura per la miglior sceneggiatura per una serie televisiva commedia per Community